# Route 431 (Terre-Neuve-et-Labrador)
Pour les articles homonymes, voir Route 431.
La route 431 est une route tertiaire de la province de Terre-Neuve-et-Labrador d'orientation ouest-est située dans le nord de l'île de Terre-Neuve, au sud du parc national du Gros-Morne. Elle est une route faiblement à moyennement empruntée, étant une route touristique traversant le parc national du Gros-Morne. Elle relie la route 430 à Shoal Brook et à Trout River, alors qu'elle passe dans le sud du parc national. Route alternative de la 430, elle mesure 52 kilomètres, et est une route asphaltée sur l'entièreté de son tracé.

## Communautés traversées
- Wiltondale
- Glenburnie
- Birchy Head
- Shoal Brook
- Winter House Brook
- Trout River